# Campionato sudamericano maschile di pallavolo 1983
Il XV campionato sudamericano maschile di pallavolo si è svolto dal 27 al 31 luglio 1983 a San Paolo, in Brasile. Al torneo hanno partecipato 7 squadre nazionali sudamericane e la vittoria finale è andata per la quattordicesima volta, la nona consecutiva, al Brasile.

## Squadre partecipanti
- Argentina
- Brasile
- Cile
- Colombia
- Ecuador
- Uruguay
- Venezuela

## Gironi
| Girone A                      | Girone B                    |
| ----------------------------- | --------------------------- |
| Brasile Cile Colombia Uruguay | Argentina Venezuela Ecuador |

## Fase finale

### Finali 1º e 3º posto
|  | Semifinali | Semifinali | Semifinali |           |         | Finale 1º/2º posto | Finale 1º/2º posto | Finale 1º/2º posto |  |
|  |            |            |            |           |         |                    |                    |                    |  |
|  | Brasile    | Brasile    | 3          |           |         |                    |                    |                    |  |
|  | Brasile    | Brasile    | 3          |           |         |                    |                    |                    |  |
|  | Venezuela  | Venezuela  | 0          |           |         |                    |                    |                    |  |
|  | Venezuela  | Venezuela  | 0          |           | Brasile | Brasile            | 3                  |                    |  |
|  |            |            |            |           | Brasile | Brasile            | 3                  |                    |  |
|  |            |            | Argentina  | Argentina | 0       |                    |                    |                    |  |
|  | Argentina  | Argentina  | Argentina  | Argentina | 0       | 3                  |                    |                    |  |
|  | Argentina  | Argentina  |            |           |         | 3                  |                    |                    |  |
|  | Cile       | Cile       | 0          |           |         | Finale 3º/4º posto | Finale 3º/4º posto | Finale 3º/4º posto |  |
|  | Cile       | Cile       | 0          |           |         |                    |                    |                    |  |
|  |            |            |            |           |         |                    |                    |                    |  |
|  |            |            |            |           |         | Cile               | Cile               | 3                  |  |
|  |            |            |            |           |         | Cile               | Cile               | 3                  |  |
|  |            |            |            |           |         | Venezuela          | Venezuela          | 0                  |  |

## Classifica finale
| Classifica | Squadre   | Qualificazione               |
| ---------- | --------- | ---------------------------- |
|            | Brasile   |                              |
|            | Argentina | Giochi della XXIII Olimpiade |
|            | Cile      |                              |
| 4          | Venezuela |                              |
| 5          | Colombia  |                              |
| 6          | Uruguay   |                              |
| 7          | Ecuador   |                              |